# کوویویو
کوویویو (انگلیسی: Covivio) شرکت املاک فرانسوی است، که در سال ۲۰۰۰ تأسیس شد.